# Nanna ceratopygia
Nanna ceratopygia là một loài bướm đêm thuộc phân họ Arctiinae, họ Erebidae.